# Ricardo Lucena
Ricardo Lucena Ferreira (26 de agosto de 1954 - 3 de dezembro de 2007) foi um jogador e treinador brasileiro de futsal.

## Biografia
Nascido no Rio de Janeiro em 1954, casado com sua esposa Carmem e pai de três filhos - Milene, Nicholas e Micael - Lucena foi jogador da modalidade de futsal na década de 1970, mas foi na sua carreira de treinador, entre 1978 e 2008 que alcançou reconhecimento nacional. Conquistou campeonatos estaduais, metropolitanos e regionais, entretanto, a sua principal conquista foi a Liga Futsal de 2000, quando sagrou-se campeão com a equipe do Vasco da Gama após derrotar o Flamengo nas finais, sendo a única equipe do Rio de Janeiro a ser campeã deste torneio até hoje. Um ano antes, havia chegado a decisão com o Miécimo da Silva, onde foi superado pelo Atlético Mineiro. Além destas equipes, comandou times de futsal no Rio Grande do Sul, Santa Catarina, São Paulo, Rio de Janeiro e Pernambuco.
Ainda no campo profissional, Lucena trabalhou como professor adjunto da UERJ (Universidade do Estado do Rio de Janeiro) no curso de Educação Física.
Como escritor, lançou em 1994 o livro "Futsal e a iniciação", com foco em profissionais de educação física que trabalhavam com categorias de base do esporte.
Faleceu em 3 de dezembro de 2007, aos 53 anos, vítima de um câncer na bexiga.